# Sotirios Versis
Sotirios Versis (řecky Σωτήριος Βερσής , 1879, Athény – 1918) byl řecký atlet a vzpěrač, účastník Letních olympijských her 1896 v Athénách a Letních olympijských her 1900 v Paříži, držitel dvou bronzových olympijských medailí.
Narodil se v Athénách v bohaté rodině, vystudoval Obchodní akademii a pracoval jako makléř. Jako sportovec závodil za oddíl Panellinios GS. Po skončení aktivní dráhy se ještě pokoušel o sportovní střelbu a závodil v ní na Panhelénských hrách 1912. Zemřel ve věku 39 let na asijskou chřipku.

## Versis na olympijských hrách
Na olympijských hrách v Athénách se Versis zúčastnil hodu diskem a v obou vzpěračských disciplínách. Hod diskem se uskutečnil v první den olympiády 6. dubna 1896. Favoritem soutěže byl domácí Panagiotis Paraskevopoulos, ale nakonec o dvacet centimetrů prohrál s Američanem Robertem Garrettem (světový rekord, 29.15 m). Versis skončil na třetím místě o více než metr zpět (27.78 m) a nechal za sebou šest soupeřů. O den později vybojoval Versis svoji druhou bronzovou medaili, když soutěžil ve vzpírání obouruč. Nastoupilo šest vzpěračů, z nichž každý měl tři pokusy. Problémy nastaly s určením vítěze i třetího místa. Launceston Elliot a Viggo Jensen vzepřeli shodně 111.5 kg a měl rozhodnout lepší styl, jenže po protestu byl povolen dodatečný pokus. Nakonec však rozhodčí určili lepšího dle stylu a olympijským vítězem prohlásili Viggo Jensena. Další tři vzpěrači měli maximální výkon 90 kg, zda o bronzu pro Versise rozhodl také styl, to už prameny neuvádějí. Soutěž ve vzpírání jednoruč probíhala současně, Jensen byl zraněn z předchozí soutěže, a tak si pořadí s Elliotem vyměnili. Versis vzepřel pouze 40 kg a skončil čtvrtý.
Na dalších olympijských hrách se Versisovi vůbec nedařilo. Zapsal se tentokrát do vrhu koulí a jako jediný z 11 závodníků neměl žádný platný pokus.